# Enrico Caporali
Enrico Caporali (Como, 1838 – Todi, febbraio 1918) è stato un filosofo italiano.

## Biografia
Laureatosi in giurisprudenza all'Università di Padova, studiò anche storia e geografia presso l'ateneo bolognese, così come approcciò, sia Italia che all'estero, le scienze naturali e la matematica.
Nel corso dei suoi viaggi si avvicinò al movimento metodista, tanto che nel 1875 a Milano, dove l'anno prima aveva dato alle stampe la Geografia enciclopedica, ne ricevette l'ordinazione a evangelista, mentre quella a diacono la ricevette a Terni nel 1879. E, non a caso, Caporali è stato segnalato fra le menti più eccelse dell'evangelicismo.
Dal 1876 a Perugia, e poi come ministro a Todi dalla fine del 1881, finì per distaccarsi dal movimento metodista. È in quel contesto che diede vita alla rivista La nuova scienza, uscita in 6 volumi tra il 1882 e il 1896. La notorietà che ne conseguì gli portò l'offerta di reggere come titolare, su indicazione di Nicola Fornelli, la cattedra di filosofia all'Università di Bologna, che tuttavia Caporali rifiutò.
Dal 1905 riprese e approfondì le questioni filosofiche, studiando, in particolare, la dottrina di Pitagora, che avrebbe ricondotto, da nazionalista qual era, ad una tradizione italica e latina, in funzione anti-straniera. Secondo Caporali, la formulazione pitagorica del numero reale consentiva di riconoscere la relazione dell'espressione della coscienza e della volontà umane con i problemi della vita.

## Opere principali
- Geografia enciclopedica rispondente al bisogno degl'italiani ordinata alfabeticamente, Politti, Milano 1873.
- Epitome di Filosofia italica della nuova scienza. Vademecum delle persone colte che vogliono diventare filosoficamente italiane, Tip. dell'Umbria, Spoleto 1911;
- “La Sapienza Italica”, tre volumi, come segue:

La natura secondo Pitagora, Atanor, Todi 1914;
L'uomo secondo Pitagora, Atanor, Todi 1915; 
Il pitagorismo confrontato con le altre scuole, Atanor, Todi 1916;
- La Chiara religione degli anticlericali italiani con la nebbiosa tedesca di Romolo Murri (della pubblica opinione moderatore), Tip. Tuderte, Todi 1916.